# Physique des marchés financiers
La physique des marchés financiers est une discipline qui étudie les marchés financiers en tant que systèmes physiques. Elle cherche à comprendre la nature des processus et des phénomènes financiers en employant la méthode scientifique tout en évitant les biais comme les croyances, les hypothèses invérifiables et les notions incommensurables qui sont courantes dans les disciplines économiques.
La physique des marchés financiers aborde des questions telles que la théorie de la formation des prix, la dynamique des prix,, l'ergodicité des marchés,,, les phénomènes collectifs, l'auto-action et les instabilités des marchés.
La physique des marchés financiers ne doit pas être confondue avec la finance mathématique, qui ne s'intéresse qu'à la modélisation mathématique descriptive des instruments financiers, sans chercher à comprendre la nature des processus sous-jacents.